# Birabenia
Birabenia Mello-Leitão, 1941 è un genere di ragni appartenente alla famiglia Lycosidae.

## Etimologia
Il nome del genere è in onore dell'aracnologo argentino Max Birabén (1893-1977), specialista delle Oonopidae e delle Araneidae.

## Distribuzione
Le 2 specie note di questo genere sono state reperite in Argentina e Uruguay.

## Tassonomia
Rimosso dalla sinonimia con Hogna Simon, 1885 a seguito di uno studio degli aracnologi Piacentini e Laborda del 2013, contra un precedente lavoro di Capocasale del 1990.
Da questi autori è ritenuto anche sinonimo anteriore di Melloicosa Roewer, 1960d, a seguito di analisi effettuate sugli esemplari tipo di Gnatholycosa vittata Mello-Leitão, 1945.
Non sono stati esaminati esemplari di questo genere dal 2013.
Attualmente, a dicembre 2016, si compone di 2 specie:
- Birabenia birabenae Mello-Leitão, 1941[2] — Argentina
- Birabenia vittata Mello-Leitão, 1945 — Argentina, Uruguay

### Sinonimi
- Birabenia murina (Mello-Leitão, 1941); trasferita dal genere Paratrochosina e posta in sinonimia con Birabenia birabenae Mello-Leitão, 1941 a seguito di uno studio degli aracnologi Piacentini & Laborda del 2013[1].
- Birabenia sanogastensis (Mello-Leitão, 1941); trasferita dal genere Scaptocosa=Geolycosa e posta in sinonimia con B. birabenae Mello-Leitão, 1941 a seguito di uno studio degli aracnologi Piacentini & Laborda del 2013[1].
- Birabenia taeniata Mello-Leitão, 1943; posta in sinonimia con B. birabenae Mello-Leitão, 1941 a seguito di uno studio degli aracnologi Piacentini & Laborda del 2013[1].